# Pont de Charenton
Le pont de Charenton est un pont français de la route nationale 6

## Situation et accès
Il relie, d'une part, l'avenue du Maréchal-de-Lattre-de-Tassigny marquant la limite entre Charenton-le-Pont et Saint-Maurice sur la rive droite, et d'autre part, le carrefour de la Résistance à Maisons-Alfort sur la rive gauche, dans le département du Val-de-Marne.
Le pont enjambe la Marne avec son chemin de halage-voie verte et l'autoroute A4.
Il est situé à proximité de la station de métro École Vétérinaire.

## Historique
D'origine romaine, le pont est resté fortifié jusque sous le règne de Henri IV. Il a été reconstruit dix-huit fois jusqu'à nos jours.
Les reconstructions les plus notables sont celle, partielle, de 1714 par l'architecte Jacques V Gabriel avec six arches en pierre, quatre en bois et des moulins supprimés vers 1810 et celle de 1863 lors de l'ouverture du canal de Saint-Maurice avec cinq arches inégales, une sur le canal, une sur la digues et trois sur la Marne.
En 1436, le prévôt de Paris, Simon Morhier, allié des Anglais qui occupent la capitale, est fait prisonnier par les troupes du roi Charles VII de France lors d'un engagement au pont de Charenton. Il perd par la même occasion sa charge de prévôt de Paris. Il sera libéré par le chambellan de Charles VII, Denis de Chailly, en échange de ses seigneuries de Mesnil-Aubry et Montanglaut.
Le 3 mars 1814, au cours de la Campagne de France, l'école d'Alfort fut transformée en un camp militaire par les jeunes élèves vétérinaires, après avoir fortifié le château et crénelé les murs de l'école et du parc. Soutenus par quelques troupes régulières et des canons, ils défendirent vaillamment le passage du pont de Charenton contre les Alliés. La ville de Charenton a donné à l'une de ses rues le nom d'un héros victime de ce combat, Jean Pigeon.

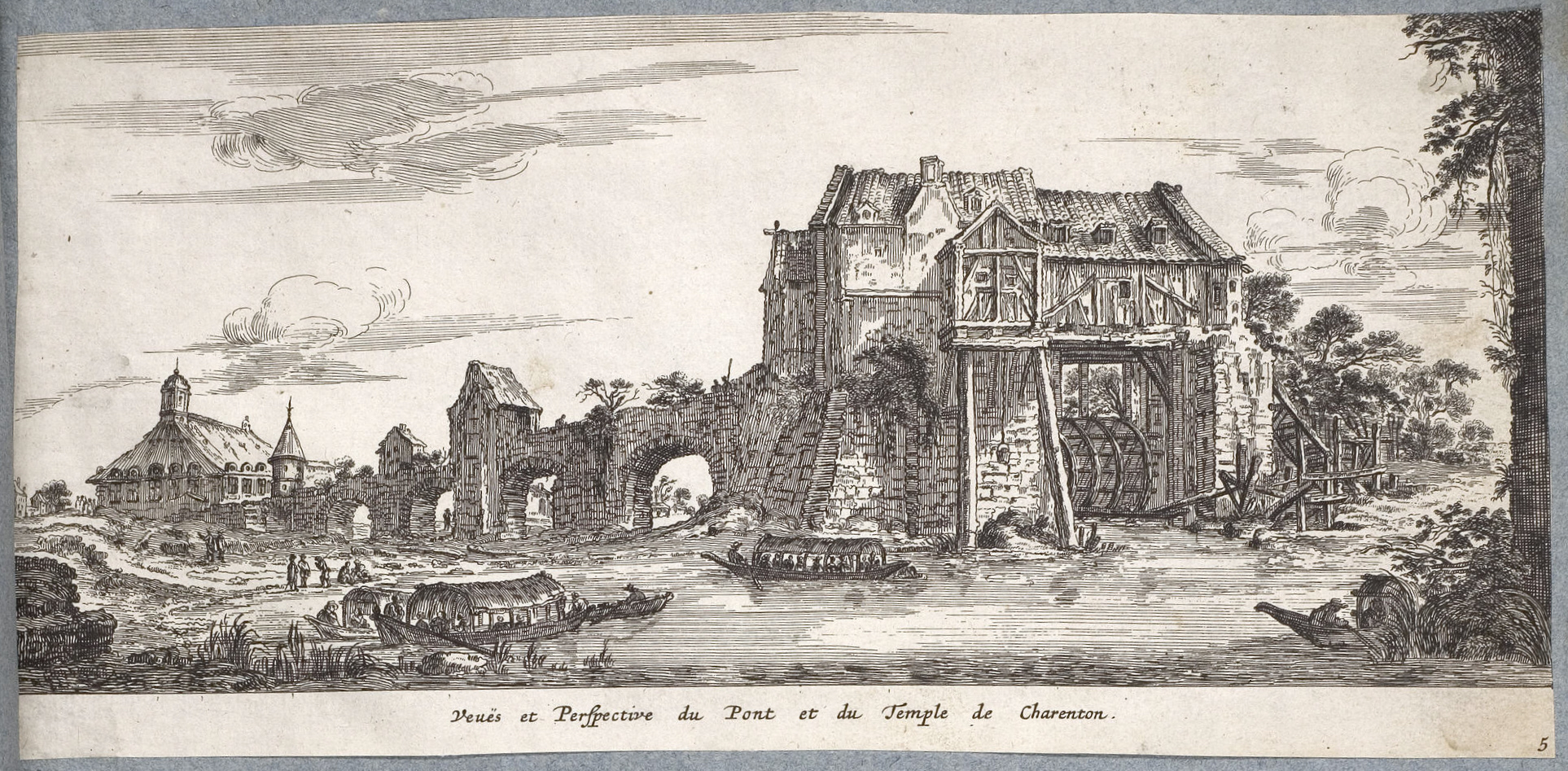
Veuës et Perspective du Pont et du Temple de Charenton, ca.1675.
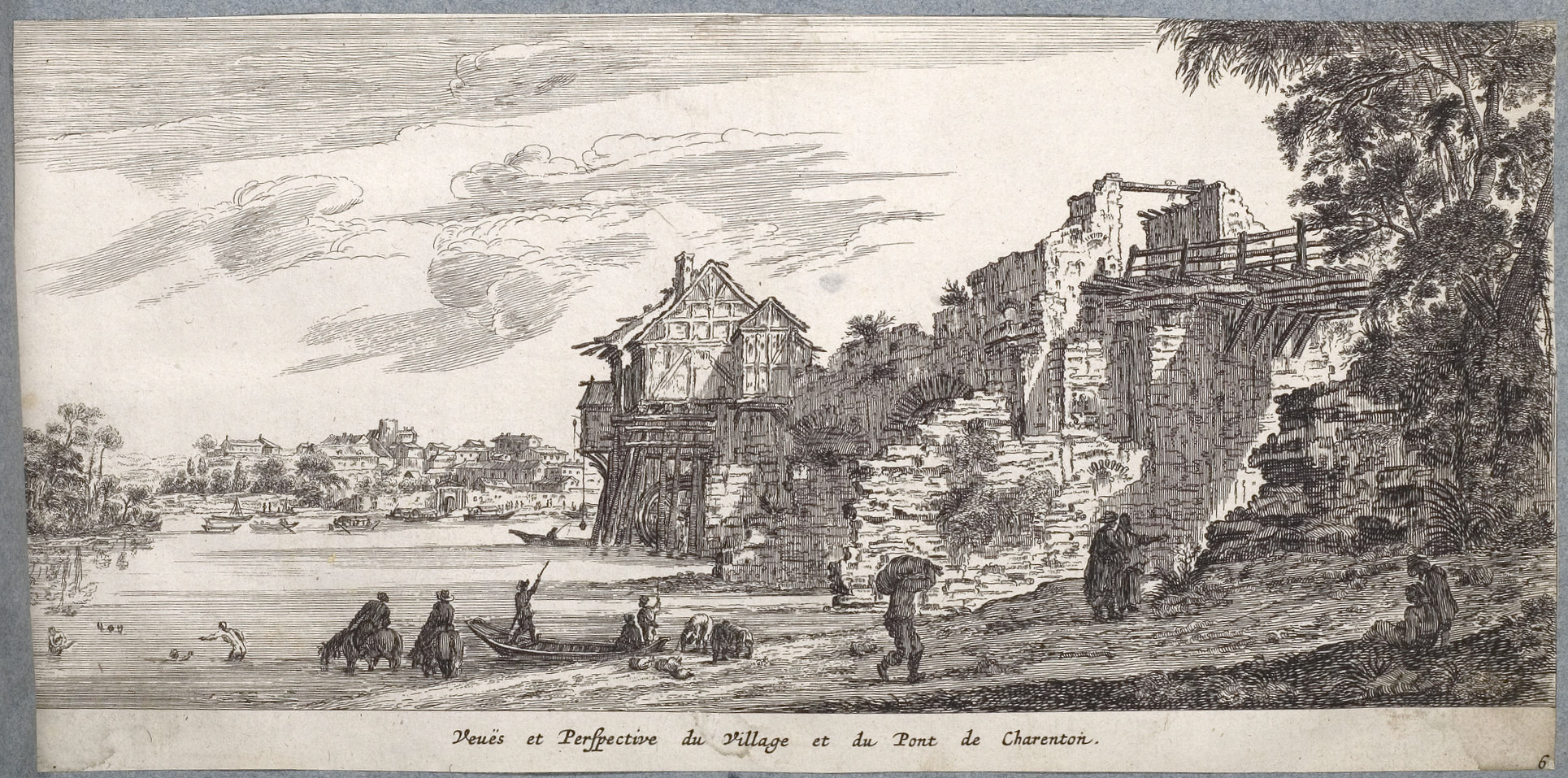
Veuës et Perspective du Village et du Pont de Charenton, ca.1675.
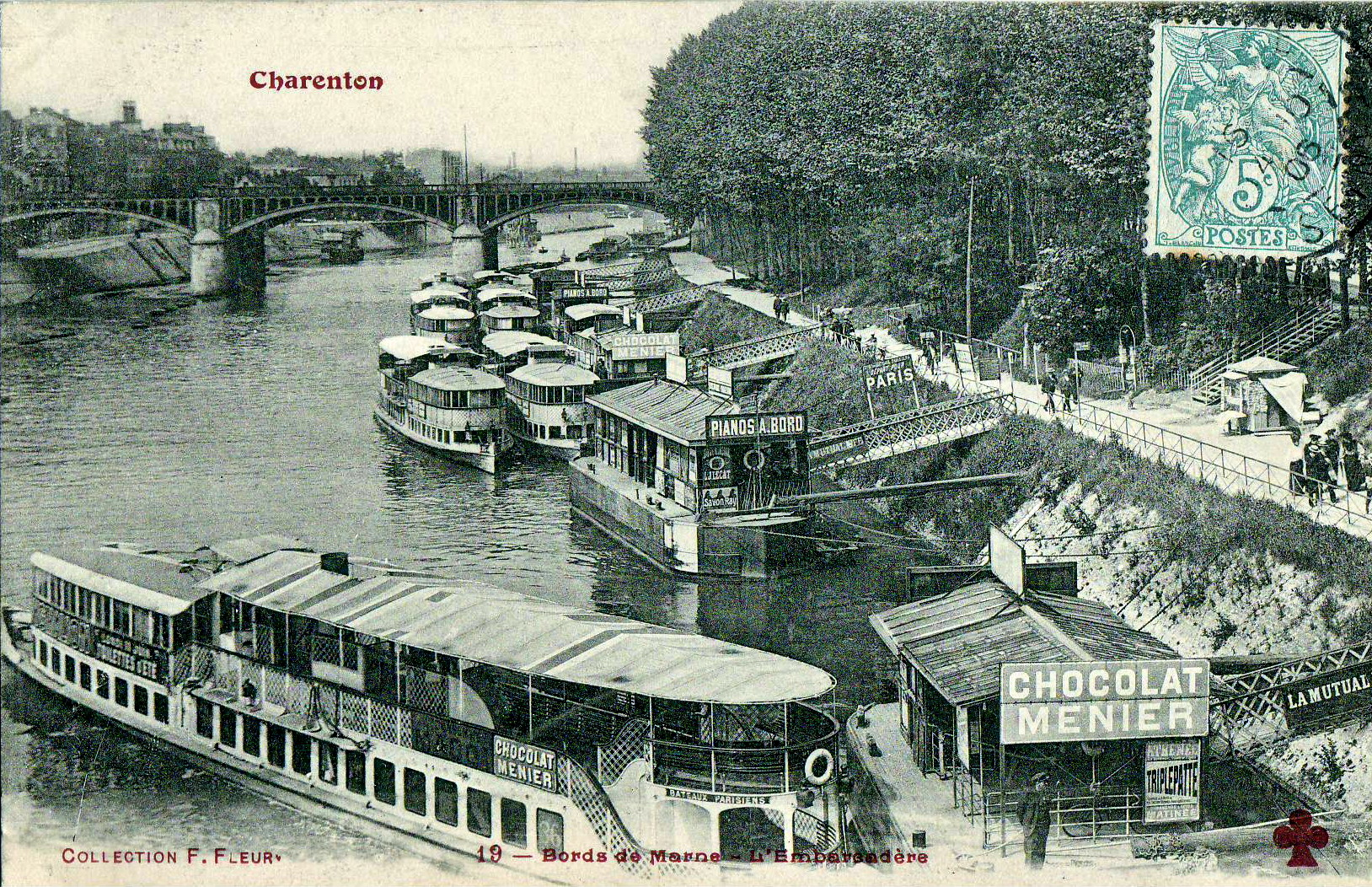
Carte postale montrant le secteur du pont de Charenton, au début du XXe siècle.

Sa dernière reconstruction qui date de 1972 est liée à la réalisation de l'autoroute de l'Est.